# Kourtney and Khloé Take Miami
Kourtney and Kim Take Miami, anteriormente intitulado Kourtney and Khloé in Miami, é um reality show americano, produzido por Ryan Seacrest, que estreou em 16 de agosto de 2009 nos Estados Unidos e no Brasil em 9 de setembro de 2009. 
O show é o primeiro spin-off de Keeping Up with the Kardashians.

## Sinopse
Kourtney and Khloé Take Miami mostra Kourtney Kardashian e Khloé Kardashian quando elas deixam Los Angeles para abrir um nova loja D-A-S-H em Miami. Além de mostrar o programa de rádio que Khloé passa a apresentar na cidade, 'Khloé After Dark'.

### Episódios
| Temporada | Temporada | Episódios | Episódios | Originalmente exibido | Originalmente exibido |
| Temporada | Temporada | Episódios | Episódios | Estreia da temporada  | Final da temporada    |
| --------- | --------- | --------- | --------- | --------------------- | --------------------- |
|           | 1         | 8         | 8         | 15 de agosto de 2009  | 4 de outubro de 2009  |
|           | 2         | 10        | 10        | 13 de junho de 2010   | 15 de agosto de 2010  |
|           | 3         | 12        | 12        | 20 de janeiro de 2013 | 7 de abril de 2013    |

## Ligações Externas
- «Sítio oficial»
- Kourtney and Khloé Take Miami. no IMDb.